# Sudamericano de Rugby B
El Sudamericano de Rugby B o Mayores B, es una competencia anual de rugby union (15 jugadores) de varones mayores, en la que participan selecciones afiliadas a Sudamérica Rugby (ex CONSUR). El campeón Mayor B accede a disputar un partido con el último de Mayor A, por el ascenso a esa categoría, mientras que el último debe jugar un partido con el campeón de Mayores C, para permanecer en la categoría y evitar el descenso.
Hasta el año 2000 el Sudamericano de Rugby no tenía categorías y el torneo se disputaba anualmente mediante un sistema de todos contra todos. Ese año se creó la categoría B, en tanto que en 2012 se creó la categoría C.
El primer campeonato B se celebra en São Paulo participando solo Brasil, Perú y Venezuela; el título fue para el local. Al año siguiente hizo su debut Colombia y en el 2006 Costa Rica que ha tenido pocas participaciones, y en el 2012 disputó del primer torneo de la división C (3º nivel).
A este nivel nunca descendieron las tres selecciones más fuertes de Sudamérica, es decir, Argentina, Uruguay y Chile. En el 2014 Ecuador debutó en esta división, siendo la primera selección en ascender desde el Sudamericano C.

## Campeonatos
| Edición | Año  | Sede          | Campeón   | 2º puesto | 3º puesto  | 4º puesto  | 5º puesto  |
| ------- | ---- | ------------- | --------- | --------- | ---------- | ---------- | ---------- |
| I       | 2000 | São Paulo     | Brasil    | Venezuela | Perú       |            |            |
| II      | 2001 | Sin sede fija | Brasil    | Venezuela | Perú       | Colombia   |            |
| III     | 2002 | Lima          | Brasil    | Perú      | Venezuela  | Colombia   |            |
| IV      | 2003 | Bogotá        | Venezuela | Brasil    | Colombia   | Perú       |            |
| V       | 2004 | São Paulo     | Paraguay  | Brasil    | Perú       | Colombia   |            |
| VI      | 2005 | Asunción      | Paraguay  | Brasil    | Perú       | Colombia   | Venezuela  |
| VII     | 2006 | Caracas       | Brasil    | Colombia  | Venezuela  | Perú       | Costa Rica |
| VIII    | 2007 | Lima          | Brasil    | Perú      | Colombia   | Venezuela  |            |
| IX      | 2008 | Luque         | Brasil    | Paraguay  | Venezuela  | Colombia   | Perú       |
| X       | 2009 | San José      | Colombia  | Venezuela | Perú       | Costa Rica |            |
| XI      | 2010 | Medellín      | Perú      | Venezuela | Colombia   | Costa Rica |            |
| XII     | 2011 | Lima          | Venezuela | Perú      | Colombia   | Costa Rica |            |
| XIII    | 2012 | Valencia      | Paraguay  | Colombia  | Venezuela  | Perú       |            |
| XIV     | 2013 | Luque         | Paraguay  | Colombia  | Perú       | Venezuela  |            |
| XV      | 2014 | Apartadó      | Colombia  | Venezuela | Perú       | Ecuador    |            |
| XVI     | 2015 | Lima          | Colombia  | Perú      | Venezuela  | Ecuador    |            |
| XVII    | 2016 | Lima          | Colombia  | Venezuela | Perú       | Ecuador    |            |
| XVIII   | 2017 | Sin sede fija | Colombia  | Venezuela | Perú       |            |            |
| XIX     | 2018 | Antigua       | Perú      | Guatemala | Costa Rica |            |            |
| XX      | 2022 | Barranquilla  | Brasil    | Paraguay  | Colombia   |            |            |
| XXI     | 2023 | Asunción      | Brasil    | Paraguay  | Chile XV   | Colombia   |            |

## Posiciones
- Número de veces que las selecciones ocuparon cada posición en todas las ediciones.[3]

| Equipo     | Campeón | 2º puesto | 3º puesto | 4º puesto | 5º puesto |
| ---------- | ------- | --------- | --------- | --------- | --------- |
| Brasil     | 8       | 3         |           |           |           |
| Colombia   | 5       | 3         | 7         | 6         |           |
| Paraguay   | 4       | 3         |           |           |           |
| Venezuela  | 2       | 7         | 5         | 2         | 1         |
| Perú       | 2       | 4         | 9         | 3         | 1         |
| Guatemala  |         | 1         |           |           |           |
| Costa Rica |         |           | 1         | 3         | 1         |
| Chile XV   |         |           | 1         |           |           |
| Ecuador    |         |           |           | 3         |           |